# Yonge-University-Linie
| Station Bloor-Yonge |                      |  |  |  |                      |                   |
| Streckenlänge: | 38,8 km              |  |  |  |                      |                   |
| Spurweite: | 1495 mm              |  |  |  |                      |                   |
| Stromsystem: | 600 V =              |  |  |  |                      |                   |
| |                      |  |  |  |                      |                   |
| \| Vaughan Metro Centre \| \| \| \| \| \| \| \| Highway 407 \| \| \| \| \| \| \| \| Highway 407 \| \| \| \| \| \| \| \| CN-Hauptlinie \| \| \| \| \| \| \| \| Pioneer Village \| \| \| \| \| \| \| \| York University \| \| \| \| \| \| \| \| Finch West \| Finch West \| \| \| \| Finch \| Finch \| \| Downsview Park \| Downsview Park \| \| \| \| North York Centre \| North York Centre \| \| GO Transit nach Barrie \| \| \| \| \| \| \| \| Sheppard West \| Sheppard West \| \| \| \| Sheppard-Yonge \| Sheppard-Yonge \| \| Wilson Yard \| Wilson Yard \| \| \| \| Sheppard-Linie \| Sheppard-Linie \| \| \| \| \| \| \| Highway 401 \| \| \| Wilson \| Wilson \| \| \| \| York Mills \| York Mills \| \| Highway 401 \| \| \| \| \| \| \| \| Yorkdale \| \| \| \| \| \| \| \| Lawrence West \| Lawrence West \| \| \| \| Lawrence \| Lawrence \| \| Glencairn \| \| \| \| \| \| \| \| Eglinton West \| Eglinton West \| \| \| \| Eglinton \| Eglinton \| \| Eglinton-Linie (im Bau) \| \| \| \| \| \| \| \| \| \| \| \| \| \| \| \| Davisville Yard \| Davisville Yard \| \| \| \| Davisville \| Davisville \| \| \| \| \| \| \| \| \| \| \| \| \| \| \| \| \| \| St. Clair West \| St. Clair West \| \| \| \| Straßenbahn \| Straßenbahn \| \| \| \| \| \| \| St. Clair \| \| \| Summerhill \| \| \| \| \| \| \| \| \| \| \| \| \| CPR-Hauptlinie \| \| \| \| \| \| \| \| Dupont \| \| \| Bloor-Danforth-Linie \| Bloor-Danforth-Linie \| \| \| \| Rosedale \| Rosedale \| \| Spadina \| \| \| \| \| \| \| \| Straßenbahn \| \| \| \| \| \| \| \| St. George \| St. George \| \| \| \| Bloor-Yonge \| Bloor-Yonge \| \| \| \| \| \| \| Bloor-Danforth-Linie \| \| \| Museum \| Museum \| \| \| \| Wellesley \| Wellesley \| \| Queen’s Park \| Queen’s Park \| \| \| \| College \| College \| \| St. Patrick \| St. Patrick \| \| \| \| Dundas \| Dundas \| \| Osgoode \| Osgoode \| \| \| \| Queen \| Queen \| \| St. Andrew \| St. Andrew \| \| \| \| King \| King \| \| \| \| \| \| \| Union \| \| \| \| \| \| \| \| \| \| \| VIA Rail/GO Transit \| VIA Rail/GO Transit \| \| \| \| Union Station \| Union Station \| \| \| \| \| \| \| Straßenbahn \| \| |                      |  |  |  |                      |                   |
| Vaughan Metro Centre |                      |  |  |  |                      |                   |
| Highway 407 |                      |  |  |  |                      |                   |
| Highway 407 |                      |  |  |  |                      |                   |
| CN-Hauptlinie |                      |  |  |  |                      |                   |
| Pioneer Village |                      |  |  |  |                      |                   |
| York University |                      |  |  |  |                      |                   |
| Finch West | Finch West           |  |  |  | Finch                | Finch             |
| Downsview Park | Downsview Park       |  |  |  | North York Centre    | North York Centre |
| GO Transit nach Barrie |                      |  |  |  |                      |                   |
| Sheppard West | Sheppard West        |  |  |  | Sheppard-Yonge       | Sheppard-Yonge    |
| Wilson Yard | Wilson Yard          |  |  |  | Sheppard-Linie       | Sheppard-Linie    |
| |                      |  |  |  | Highway 401          |                   |
| Wilson | Wilson               |  |  |  | York Mills           | York Mills        |
| Highway 401 |                      |  |  |  |                      |                   |
| Yorkdale |                      |  |  |  |                      |                   |
| Lawrence West | Lawrence West        |  |  |  | Lawrence             | Lawrence          |
| Glencairn |                      |  |  |  |                      |                   |
| Eglinton West | Eglinton West        |  |  |  | Eglinton             | Eglinton          |
| Eglinton-Linie (im Bau) |                      |  |  |  |                      |                   |
| |                      |  |  |  |                      |                   |
| Davisville Yard | Davisville Yard      |  |  |  | Davisville           | Davisville        |
| |                      |  |  |  |                      |                   |
| |                      |  |  |  |                      |                   |
| St. Clair West | St. Clair West       |  |  |  | Straßenbahn          | Straßenbahn       |
| |                      |  |  |  | St. Clair            |                   |
| Summerhill |                      |  |  |  |                      |                   |
| |                      |  |  |  | CPR-Hauptlinie       |                   |
| |                      |  |  |  | Dupont               |                   |
| Bloor-Danforth-Linie | Bloor-Danforth-Linie |  |  |  | Rosedale             | Rosedale          |
| Spadina |                      |  |  |  |                      |                   |
| Straßenbahn |                      |  |  |  |                      |                   |
| St. George | St. George           |  |  |  | Bloor-Yonge          | Bloor-Yonge       |
| |                      |  |  |  | Bloor-Danforth-Linie |                   |
| Museum | Museum               |  |  |  | Wellesley            | Wellesley         |
| Queen’s Park | Queen’s Park         |  |  |  | College              | College           |
| St. Patrick | St. Patrick          |  |  |  | Dundas               | Dundas            |
| Osgoode | Osgoode              |  |  |  | Queen                | Queen             |
| St. Andrew | St. Andrew           |  |  |  | King                 | King              |
| |                      |  |  |  | Union                |                   |
| |                      |  |  |  |                      |                   |
| VIA Rail/GO Transit | VIA Rail/GO Transit  |  |  |  | Union Station        | Union Station     |
| |                      |  |  |  | Straßenbahn          |                   |

Die Yonge-University-Linie (offiziell Line 1 Yonge–University genannt, ehemals Yonge-University-Spadina Line) ist eine U-Bahn-Linie in der kanadischen Stadt Toronto. Sie ist Teil der Toronto Subway und bildet die wichtigste Nord-Süd-Verbindung des öffentlichen Nahverkehrsnetzes. Die von der Toronto Transit Commission (TTC) betriebene Linie ist 38,8 Kilometer lang und besitzt 38 Stationen, die Spurweite beträgt 1495 Millimeter. Sie ist die älteste Linie der Toronto Subway und auch die älteste U-Bahn-Linie Kanadas.
Benannt ist die Linie nach der Hauptstraße Yonge Street und der University of Toronto. Sie weist annähernd die Form eines U auf, wobei sich der „Bogen“ bei der Station Union nahe dem Ufer des Ontariosees befindet. Daran schließen sich zwei Streckenäste an, die in der Innenstadt parallel verlaufen, sich dort mit der Bloor-Danforth-Linie kreuzen und sich anschließend allmählich voneinander entfernen. Täglich wird die Yonge-University-Linie von durchschnittlich 736.420 Fahrgästen genutzt (2015).

## Geschichte
1910 beauftragte die Stadtverwaltung ein Ingenieurbüro in New York mit der Projektierung eines U-Bahn-Netzes, das drei Linien mit einer Gesamtlänge von 18,7 Kilometer umfassen sollte. Rückgrat des Netzes wäre eine Süd-Nord-Linie unter der Bay Street und der Yonge Street gewesen. Das Vorhaben scheiterte jedoch im Januar 1912 in einem Referendum mit einem Neinstimmen-Anteil von 57 % und wurde nicht verwirklicht, woraufhin die Diskussionen abflauten. Einen weiteren Vorschlag für eine Süd-Nord-U-Bahn gab es im Jahr 1931, doch die Toronto Transit Commission (TTC) kam in einer Studie zum Schluss, dass die Strecke „ökonomisch nicht gerechtfertigt“ sei.
1941 ging die TTC von einem markanten Bevölkerungs- und Verkehrszuwachs in der Zeit nach dem Zweiten Weltkrieg aus. Aus diesem Grund plante sie eine U-Straßenbahn. Unter anderem war in Süd-Nord-Richtung ein Tunnel unter der Bay Street vorgesehen, der nördlich des Stadtzentrums in die Yonge Street einschwenken sollte. Das Projekt stieß jedoch 1942 bei der Stadtverwaltung auf Ablehnung. Die TTC entwarf daraufhin ein neues Projekt mit einer U-Bahn-Strecke unter der Yonge Street. In einem Referendum im Januar 1946 sprachen sich 89 % der Wahlberechtigten dafür aus.
Am 9. September 1949 nahm Vizegouverneur Ray Lawson den Spatenstich vor. Der erste 7,4 Kilometer lange Abschnitt zwischen Union und Eglinton entstand überwiegend in offener Bauweise, der Aushub diente zur Landgewinnung im Ontariosee. Da der Koreakrieg eine Stahlknappheit verursacht hatte, zogen sich die Bauarbeiten ein Jahr länger hin als geplant. Die Eröffnung der ersten U-Bahn-Linie Kanadas erfolgte am 30. März 1954 durch Ontarios Premierminister Leslie Frost und Bürgermeister Allan Lamport, am selben Tag legte die TTC die Straßenbahn durch die Yonge Street still.
Aufgrund der Beliebtheit der Yonge Subway mussten Anzahl und Länge der Züge mehrmals erhöht werden. Die TTC prognostizierte eine Überlastung des Abschnitts südlich der Station Bloor-Yonge, sobald die in West-Ost-Richtung verlaufende Bloor-Danforth-Linie in Betrieb sein würde. Sie plante deshalb eine Entlastungsstrecke im Stadtzentrum, die an die Yonge Subway anschließt und parallel zu dieser nordwärts führt. Die Bauarbeiten an der 3,8 Kilometer langen University Subway zwischen Union und der zukünftigen Umsteigestation St. George begannen im November 1959, die Eröffnung erfolgte am 28. Februar 1963. Seinen vollen Verkehrswert entfaltete der neue Abschnitt der nunmehr als Yonge-University Line bezeichneten Linie erst ab 1966, als die querende Bloor-Danforth-Linie eröffnet wurde. Die Auslastung war in den ersten Jahren geringer als ursprünglich prognostiziert. Aus diesem Grund war der Betrieb zunächst zwischen Union und St. George eingeschränkt (insbesondere an Wochenenden), erst seit 1978 ist er auf der gesamten Strecke jederzeit durchgehend.
1967 genehmigte der Gemeindeverband Metropolitan Toronto die Verlängerung der Yonge-University Line. Dadurch sollte dem Wunsch der rasch wachsenden nördlichen Vorstädte nach einem Anschluss ans U-Bahn-Netz entsprochen werden. Die TTC untersuchte verschiedene unter- und oberirdische Varianten, entschied sich aber letztlich für die Fortsetzung der Tunnelstrecke unter der Yonge Street. Der 3,9 Kilometer lange Abschnitt von Eglinton nach York Mills ging am 31. März 1973 in Betrieb, was auch das Ende des Oberleitungsbusverkehrs auf der Yonge Street bedeutete. Fast ein Jahr später, am 30. März 1974, folgte der 4,5 Kilometer lange Abschnitt von York Mills nach Finch. Ursprünglich hätte 1973 die gesamte Strecke von Eglinton nach Finch eröffnet werden sollen, doch machten Streiks eine Etappierung notwendig. Um das Zentrum des Stadtteils North York besser zu erschließen, wurde zwischen Sheppard und Finch nachträglich die Station North York Centre errichtet und am 18. Juni 1987 eröffnet.
In den 1960er Jahren gab es erstmals Pläne, die Yonge-University Line von St. George aus in Richtung Nordwesten zu verlängern. Dabei sollte die U-Bahn im Mittelstreifen einer sich im Bau befindlichen Stadtautobahn, dem Spadina Expressway, zu liegen kommen. Nach Protesten von Anwohnern beschloss die Provinzregierung im Jahr 1971, südlich der damaligen Stadtgrenze (unweit der Station Eglinton West) nur den Bau der Subway zu fördern und die Schnellstraße nicht wie geplant bis zum Stadtzentrum zu vollenden. Der Wegfall der Stadtautobahn hatte zur Folge, dass der südliche Teil der Subwaystrecke in einem Tunnel errichtet wurde. Nachdem ein Streik eine dreimonatige Verzögerung verursacht hatte, erfolgte am 28. Januar 1978 die Eröffnung der 9,9 Kilometer langen Spadina Subway zwischen St. George und Wilson. Somit war die Yonge-University-Spadina Line entstanden. Am 30. März 1996 kam ein Abschnitt von 1,1 Kilometer Länge zwischen Wilson und Downsview (heute Sheppard West) hinzu.
Unter der Station Eglinton West wurden 1994 Bauvorleistungen für eine zweite Ebene erbracht. Von dort aus hätte in Richtung Westen die Eglinton West Subway führen sollen, die Teil einer längeren Tangentialstrecke gewesen wäre. Im darauf folgenden Jahr ordnete die Provinzregierung einen Baustopp an und ließ die untere Ebene verfüllen. Im März 2014 erhielt die Yonge-University-Spadina Line ihre heutige kürzere Bezeichnung und die Liniennummer 1.
Auf politischer Ebene war seit Ende der 1980er Jahre darum gerungen worden, ob und in welcher Form die Linie weiterentwickelt werden sollte. Einer der Vorschläge war, beide Enden der Strecke miteinander zu verbinden und so eine Ringlinie zu schaffen. Schließlich setzte sich die Variante durch, die eine Verlängerung der Strecke von Sheppard West über den Campus der York University nach Vaughan in der Regional Municipality of York vorsah. Im März 2006 kündigte die von Dalton McGuinty geführte Provinzregierung an, 670 Millionen Dollar bereitzustellen. Die ursprünglich auf 2,6 Milliarden Dollar geschätzten Gesamtkosten für die Verlängerung beliefen sich schließlich auf 3,2 Milliarden Dollar.
Der neue Abschnitt ist 8,6 Kilometer lang und umfasst sechs Stationen. Die Bauarbeiten begannen im November 2009, die Eröffnung der Verlängerung erfolgte am 17. Dezember 2017 (zwei Jahre später als ursprünglich geplant). Die Linienführung war in den Medien auf Kritik gestoßen. Die TTC hatte ursprünglich geplant, die Strecke nur bis zur York University zu verlängern und an der Steeles Avenue einen großen Busbahnhof zu errichten. Die finanzielle Beteiligung der Provinz Ontario hing aber davon ab, dass die Linie die Stadtgrenze überquert. Darüber hinaus ist das Gebiet um die Endstation derzeit eher dünn besiedelt.

## Strecke und Stationen

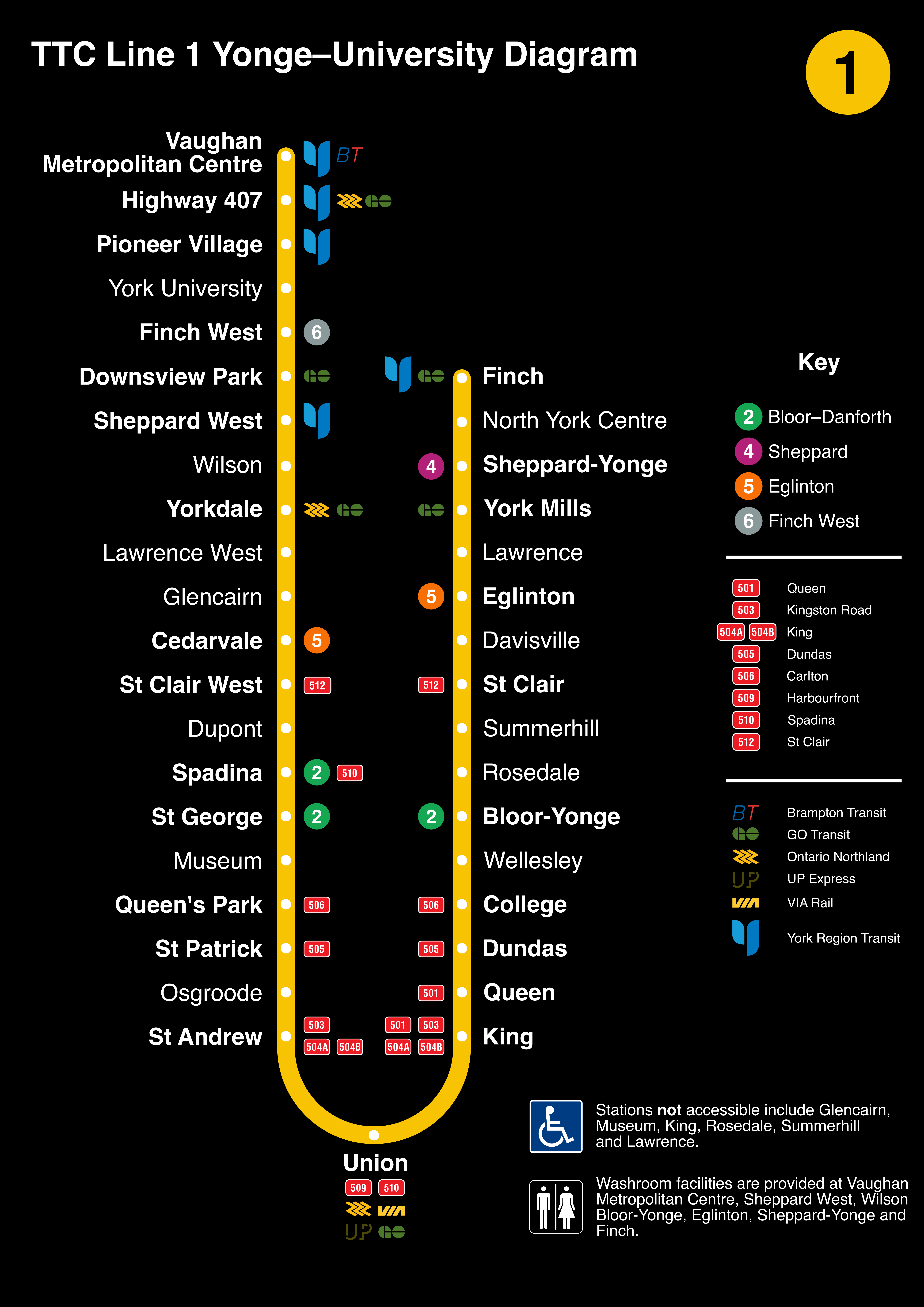

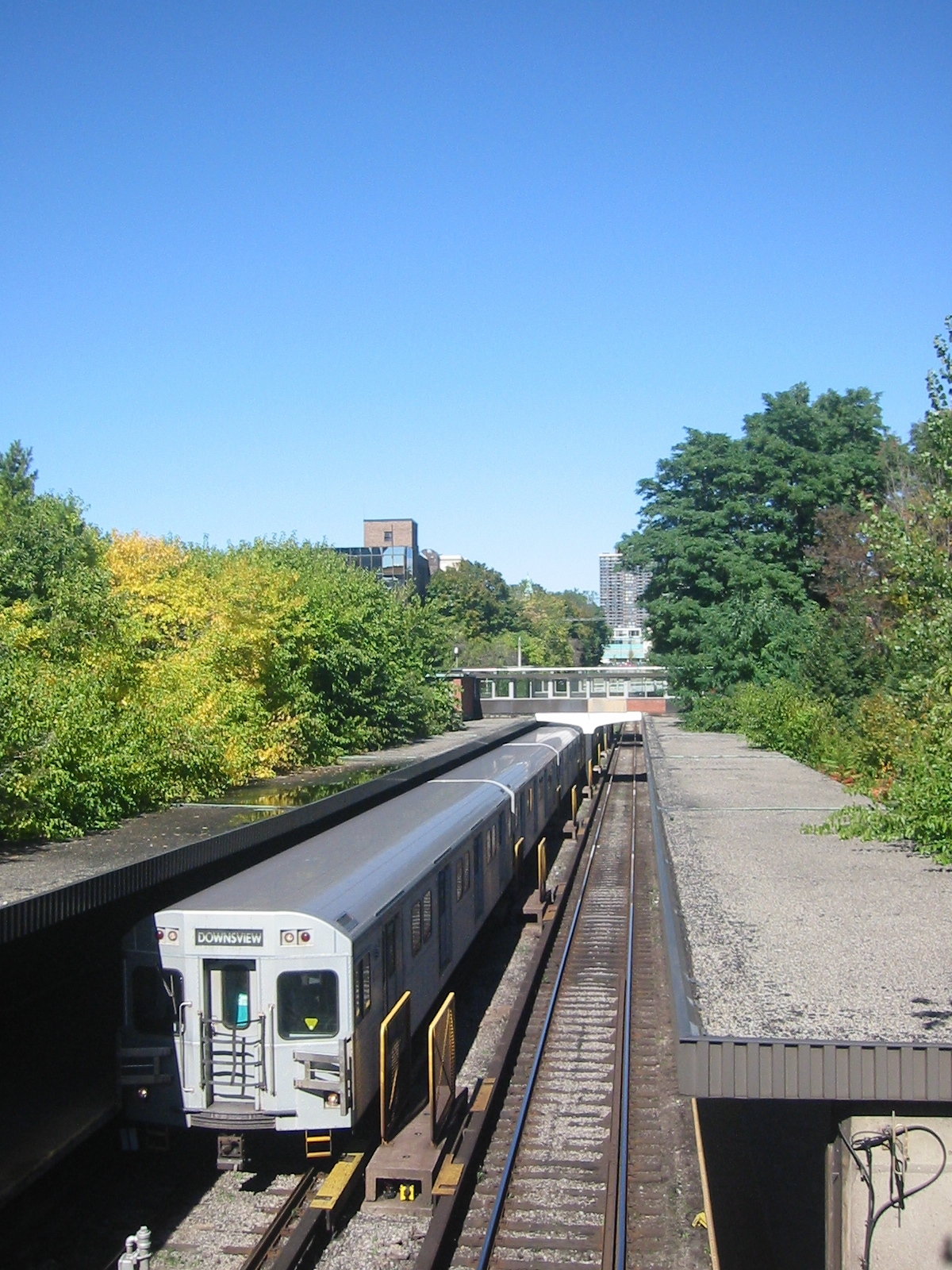
Oberirdischer Abschnitt bei Rosedale

Die Strecke beginnt im Vorort Vaughan bei der Station Vaughan Metropolitan Centre. Auf den nächsten rund achtzehn Kilometern verläuft sie im Wesentlichen in südöstlicher Richtung. Zwischen den Stationen Spadina und St. George verläuft die Yonge-University-Linie in östlicher Richtung parallel zur Bloor-Danforth-Linie. Beim Royal Ontario Museum biegt die Strecke nach Süden ab, unterquert den Queen’s Park mit dem Parlamentsgebäude und folgt der University Avenue.
Am südlichen Ende dieser Straße angelangt, beschreibt die Strecke im Bereich des Hauptbahnhofs Toronto Union Station einen annähernd halbkreisförmigen Bogen. Sie wendet sich nach Norden und folgt während der nächsten rund 16 Kilometer der Yonge Street, der wichtigsten Süd-Nord-Verkehrsachse der Stadt, bis zur Endstation Finch. Der Abschnitt zwischen Union und dem Knotenpunkt Bloor-Yonge verläuft in einer Entfernung von etwa 600 Metern parallel zu jenem unter der University Avenue und ermöglicht so eine Erschließung des dicht bebauten Financial District von zwei Seiten her.
Zum größten Teil befindet sich die Strecke in einem Tunnel. Sie weist jedoch mehrere Teilstücke auf, die in einem Einschnitt oder erhöht liegen. So liegen die ersten sechs Kilometer zwischen Sheppard West und Eglinton West im Mittelstreifen der Ausfallstraße Allen Road, dabei wird auch der Highway 401 überquert. Der nächstfolgende Abschnitt bis kurz vor Dupont hätte im Mittelstreifen des Spadina Expressway liegen sollen, wurde aber nach dem verfügten Baustopp der Stadtautobahn in einen Tunnel verlegt, um die Grünflächen im Flusstal des Castle Frank Brook zu erhalten. Auf dem östlichen Streckenast entlang der Yonge Street liegen die Stationen Rosedale und Davisville oberirdisch. Der Abschnitt zwischen den Stationen Summerhill und St. Clair lag ursprünglich in einem Einschnitt, wurde aber um 1970 überdeckt.
In den Stationen Spadina, St. George und Bloor-Yonge bestehen Umsteigemöglichkeiten zur Bloor-Danforth Linie, in der Station Sheppard-Yonge zur Sheppard-Linie.

## Ausbauprojekte
An ihrem nordöstlichen Ende soll die Linie um 6,8 Kilometer und sechs Stationen zum Busterminal Richmond Hill Centre im Vorort Richmond Hill verlängert werden. Die mittelfristige Realisierung ist derzeit ungewiss, da die Linie in diesem Bereich zu Spitzenzeiten heute schon überlastet ist und ein neues Signalsystem notwendig ist, um die Kapazität zu erhöhen.